# Beaumontia longituba
Beaumontia longituba är en oleanderväxtart som beskrevs av William Grant Craib. Beaumontia longituba ingår i släktet Beaumontia och familjen oleanderväxter. Inga underarter finns listade i Catalogue of Life.